# Accident ferroviaire de Saint-Mandé
L’accident ferroviaire de Saint-Mandé a eu lieu le dimanche 26 juillet 1891 dans la gare de cette commune limitrophe de Paris, alors située dans le département de la Seine, sur la ligne dite de Vincennes exploitée par la Compagnie des chemins de fer de l'Est. Il frappa les esprits à la fois parce qu'il était survenu, comme celui de Meudon, lors du retour vers la capitale d'une foule endimanchée venant de passer une journée de détente dans une ambiance de fête, et parce que son lourd bilan en faisait l'un des accidents les plus graves depuis les origines du chemin de fer en France.

## Les circonstances
Comme tous les dimanches, notamment en période estivale, une multitude de trains partant de la gare de la Bastille avaient conduit en masse les Parisiens vers le bois de Vincennes et les bords de la Marne, leurs lieux de promenade favoris. L'affluence était d'autant plus grande que dans deux communes desservies par la ligne avaient lieu des manifestations très prisées du public, un concours de musique à Fontenay-sous-Bois et une fête foraine à Saint-Mandé.
Le soir venu, alors que dans toutes les gares du parcours, les trains réguliers et supplémentaires se succédaient pour faire face à l'afflux des voyageurs rentrant à Paris, le train 116, en retard de huit minutes sur l'horaire, avait fait halte à Saint-Mandé à vingt et une heures dix-huit et son arrêt s'éternisait. En effet, à son arrivée, ses vingt et une voitures à impériale étaient déjà bondées et la foule attendant sur les quais s'y entassait avec difficulté. Le chef de gare avait d'ailleurs été appelé par deux voyageuses pour expulser après de longues palabres un père et ses deux fils du compartiment réservé aux dames seules, et faute de place certains en avaient été réduits à s'installer dans les deux fourgons normalement interdits aux passagers.

## L'accident
Alors que la plupart des voyageurs avaient enfin embarqué et que le départ du 116 semblait imminent, ses derniers wagons, arrêtés sous le pont dit de la Tourelle, furent télescopés par le convoi suivant, désigné 116 D, comprenant dix-huit véhicules, parti de Vincennes trois minutes plus tôt. La locomotive du train tamponneur, du type 031T et numérotée 669, écrasa le fourgon de queue et les deux voitures qui le précédaient, puis se coucha sur l'amoncellement de leurs carcasses. De son foyer partirent des flammes qui, attisées par le gaz d'éclairage des wagons, gagnèrent rapidement les caisses en bois des épaves disloquées.

## Secours et bilan
Pendant que la plupart des rescapés affolés s'échappaient en escaladant les talus de la tranchée dans laquelle était située la gare, les agents de la compagnie et les voyageurs présents sur les quais improvisèrent les premiers secours en évacuant les blessés et en s'efforçant d'extraire ceux restant coincés dans les débris. Toutefois, ils durent vite reculer devant la violence du feu et ne purent accéder aux épaves qu'après que l'incendie eut été maîtrisé par les pompiers de Saint-Mandé, Vincennes et Charenton. Les sauveteurs, auxquels s'étaient joints les militaires en garnison à Vincennes (personnels de santé de l'hôpital des armées et fantassins du 29e bataillon de chasseurs à pied), déposèrent les morts, parfois partiellement ou entièrement carbonisés, dans deux salles de la mairie-école voisine, où les familles purent venir les reconnaître. Onze corps demeurant non identifiés, on les transféra à la Morgue de Paris où, pour les soustraire à la curiosité malsaine des badauds, seules les personnes justifiant de la disparition d'un proche furent autorisées à entrer.
Les blessés furent répartis entre l'hôpital militaire de Vincennes et les hôpitaux parisiens, notamment Saint-Antoine et Trousseau.
Au terme des opérations de secours, le nombre des morts s'élevait à quarante-trois et celui des blessés à cent-cinquante. Toutefois, certains de ceux-ci, gravement atteints, devaient décéder par la suite, si bien qu'au fil des actes de la procédure judiciaire ouverte après l'accident, son bilan officiel s'alourdit, passant à quarante-six morts lors du réquisitoire introductif d'instance adressé au tribunal correctionnel de Paris par le substitut Rempler, puis à cinquante quelques semaines plus tard dans le jugement de condamnation prononcé par cette juridiction.

## Suites

### Émotion et compassion
La journaliste Séverine se rend immédiatement sur les lieux de la catastrophe où elle se sent impuissante, « témoin inutile et défaillant de telles monstruosités » : le spectacle qu’elle découvre dépasse en atrocité celui des victimes de l’Opéra-Comique, et même celui des victimes du grisou à Saint-Étienne.
Comme après tous les accidents graves, notamment ferroviaires, les principales autorités publiques exprimèrent leur solidarité avec les victimes. Le président de la République Sadi Carnot se fit représenter par son officier d'ordonnance, mais le préfet de police Henri Lozé et celui de la Seine Eugène Poubelle, ainsi que les ministres des Transports Yves Guyot, de l'Intérieur Ernest Constans et de la Justice Armand Fallières se rendirent sur place, supervisant les secours à la gare, se recueillant dans la chapelle ardente improvisée à la mairie, et visitant les blessés hospitalisés. La reine Victoria fit transmettre à l'ambassadeur de France un message de sympathie. Des souscriptions furent lancées pour venir en aide aux familles des victimes nécessiteuses.

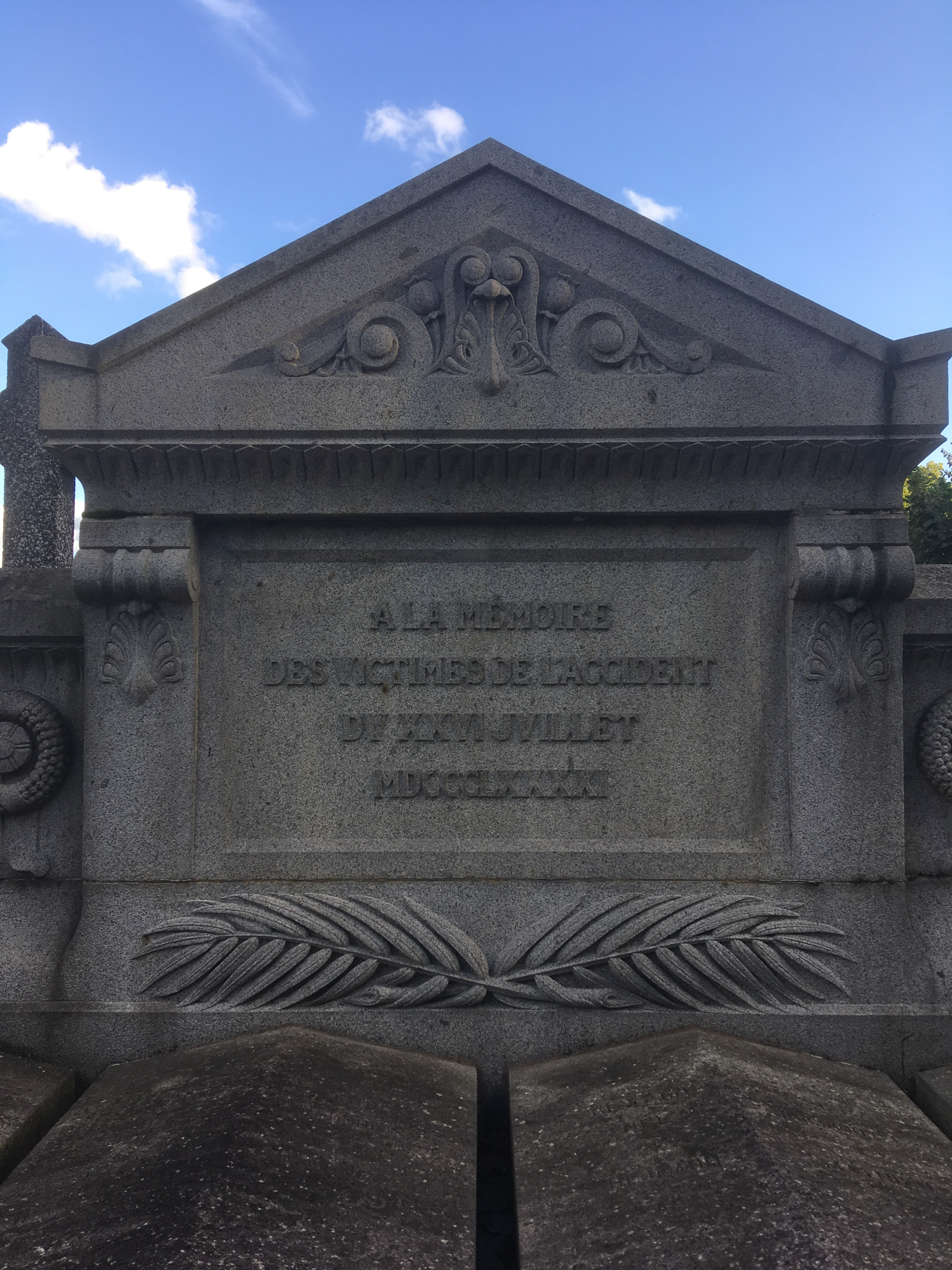
Monument à la mémoire des morts de l'accident, dans le cimetière Sud de Saint-Mandé.

La ville de Saint-Mandé décida de prendre en charge l'organisation d'obsèques solennelles, qui eurent lieu le mercredi 29 juillet à quinze heures, en présence de nombreuses personnalités, et notamment du ministre des transports, du préfet de police et du directeur de la Compagnie de l'Est. Après un office à l'église, une foule de plusieurs dizaines de milliers de personnes accompagna les dépouilles mortelles jusqu'au cimetière sud de la ville où elles furent inhumées dans une fosse commune provisoire jusqu'à l'achèvement d'un monument commémoratif construit aux frais de la Compagnie de l'Est sur un emplacement concédé gratuitement et à perpétuité par la commune.

### Tensions et polémiques
Survenu dans un climat politique crispé, l'évènement raviva deux types de controverses.

#### Sur le plan social
Le début du mois de juillet avait été marqué par une forte effervescence du monde des cheminots, leurs représentants syndicaux allant jusqu'à tenter de déclencher une grève générale. Bien que le mouvement ait échoué faute d'emporter l'adhésion de la base, cette agitation fut considérée dans certains milieux conservateurs comme ayant causé indirectement l'accident en détournant les agents des chemins de fer des devoirs de leur fonction. Ainsi, sous la signature de Marc Dutartre, le journal Le National affirmait que les cheminots  « ont besoin de concentrer toute leur tension intellectuelle dans le cercle restreint de leurs occupations professionnelles, et la distraction tourmentée et tourmentante des réunions syndicales n'est pas faite pour exercer sur le service technique une influence salutaire ». Afin d'assurer la discipline des cheminots, l'article proposait leur placement sous statut militaire, qui permettrait de sanctionner comme mutinerie le non-respect de leurs obligations. À l'inverse, alors que l'accident ne semblait pas affecter le cours en Bourse des actions de l'Est, les milieux progressistes dénonçaient l'impunité des grandes compagnies se déchargeant de leurs responsabilités sur des personnels subalternes exploités. Ainsi, Le Radical fustigeait-il « la rapacité de la Compagnie de l'Est », constatant que « les petits employés, mal payés, sont appelés à expier les fautes sciemment commises par les actionnaires en vue d'encaisser de gros dividendes », tandis que dans L'Intransigeant, Henri Rochefort qualifiait le chef de gare inculpé par la justice de « forçat », vitupérant contre les administrateurs du chemin de fer, « toujours là pour toucher les dividendes, et jamais pour recevoir les coups de tampon ».

#### Sur le plan religieux
L'accident fut prétexte à de nouvelles polémiques s'inscrivant dans le contexte des tensions récurrentes entre l'Église catholique et la République qui, malgré le Ralliement quelques mois plus tard, allait finalement conduire à la séparation de l'Église et de l'État. Ainsi, constatant que le drame avait eu lieu au retour d'une journée de distraction et de plaisirs, les monarchistes de la Gazette de France déploraient que le repos dominical ne soit plus consacré au Seigneur, puisque « dans le but d’arracher les fidèles à l’Eglise, depuis dix ans les francs-maçons multiplient systématiquement, chaque dimanche, les fêtes foraines, les concours de gymnastes, d’orphéons, de pompiers » et dénonçaient « un complot savamment conduit », afin d'empêcher « que l’ouvrier, le petit bourgeois prenne part aux fêtes, aux solennités religieuses, et profite du dimanche pour orienter au moins son âme vers Dieu ». Des difficultés furent aussi soulevées à propos des obsèques solennelles que la ville de Saint-Mandé avait décidé d'organiser. Lors d'un conseil municipal extraordinaire tenu le lendemain du drame, une partie de l'assemblée s'était prononcée en faveur d'un service funèbre purement civil, option considérée par d'aucuns comme une « manifestation antireligieuse ». Cependant, au terme de débats qualifiés d'« orageux » par le journal La Croix, le maire, Albert Rischmann était parvenu à imposer une cérémonie confessionnelle en se prévalant de l'opinion de la majorité de la population et du concours gratuit de l'Église, décision lui valant la qualification de « calotin de la plus belle eau » par le journal l'Intransigeant. Finalement, malgré la proposition de la mairie, les funérailles religieuses collectives n'eurent lieu que pour dix-sept victimes, les autres familles faisant inhumer leurs morts ailleurs selon leurs convictions respectives.

### Recherche des responsabilités
Une instruction judiciaire pour homicide et blessures involontaires fut ouverte par le Parquet de Paris, sur le fondement non  des dispositions générales de l'article 319 du code pénal, mais de celles, spéciales, et plus rigoureuses, de l'article 19 de la loi du 15 juillet 1845 sur la police des chemins de fer selon lequel « Quiconque, par maladresse, imprudence, inattention, négligence ou inobservation des lois ou règlements, aura involontairement causé, sur un chemin de fer, ou dans les 
gares ou stations, un accident qui aura occasionné des blessures, sera puni de huit jours à six mois d'emprisonnement, et d'une amende de cinquante à mille francs.
Si l'accident a occasionné la mort d'une ou plusieurs personnes, l'emprisonnement sera de six mois à cinq ans, et l'amende de trois cents à trois mille francs ».
Au premier abord, il apparaissait que la responsabilité directe de la collision pouvait être imputée à deux cheminots : le sous-chef de gare de Vincennes, M. Deguerrois, pour avoir laissé partir le train 116D, et le mécanicien Caron, pour n'avoir pas arrêté son convoi à temps en arrivant à Saint-Mandé. Ceux-ci furent immédiatement incarcérés, mais le premier fut mis en liberté provisoire le 6 août, le juge d'instruction lui reconnaissant des circonstances atténuantes compte tenu de ses difficiles conditions de travail.
Les aspects techniques de l'enquête furent confiés aux services du contrôle de l'État, agissant cependant en étroite collaboration avec ceux de la Compagnie de l'Est, si bien que lors d'une interpellation à la Chambre, le député André Castelin affirma que l'esprit de corps et les intérêts communs des ingénieurs, notamment polytechniciens de l'État et des compagnies créait entre contrôleur et contrôlés une connivence propice à la non observation des règlements et à la multiplication des accidents.
Compte tenu des circonstances, quatre causes pouvaient à des degrés divers avoir contribué à produire la collision.

#### La durée excessive de l'arrêt du train tamponné
Alors que le stationnement à Saint-Mandé devait normalement durer deux minutes, il s'était prolongé, selon les témoins, au delà de sept. En effet, aux difficultés habituelles d'embarquement de nouveaux passagers dans un train en retard et déjà bondé étaient venues s'ajouter les complications nées d'un incident créé par deux voyageuses. Celles-ci, voulant monter dans le compartiment réservé aux dames seules, avaient constaté que s'y trouvaient un père et de ses deux fils, semble-t-il installés là depuis Fontenay-sous-Bois. Après avoir vainement tenté de les convaincre de sortir de leur plein gré, elles demandèrent la venue du chef de gare afin qu'il les fasse déguerpir. La revendication était légitime, mais le contrevenant retarda inutilement le règlement de l'incident en invoquant des arguments oiseux, demandant, avant de s'exécuter, que l'on fasse aussi descendre les femmes occupant des compartiments pour fumeurs. L'opinion publique, sans doute sensible au fait qu'il perdit un fils dans l'accident, s'en prit cependant essentiellement aux deux plaignantes, qualifiées de « pimbêches » à l'« entêtement ridicule », voire de « chipies », le journal Le Figaro affirmant dans un petit billet publié à la une que leur « protestation intempestive est la seule cause du retard du train et par conséquent de la mort de tous ces pauvres gens ». Toutefois, cette condamnation n'avait qu'une portée morale, puisque compte tenu des règles régissant la causalité dans le droit français de la responsabilité, le tamponnement ne pouvait être juridiquement imputé aux protagonistes de l'algarade.

#### La position de marche dangereuse de la machine tamponneuse
Aux débuts des chemins de fer, on considérait que les locomotives parvenues aux points extrêmes de leurs parcours devaient toujours être retournées, puisque la sécurité exigeait que sauf pour les manœuvres, elles tirent tous les véhicules composant leurs trains, y compris les tenders chargés des réserves d'eau et de combustible. Selon Auguste Perdonnet, spécialiste faisant autorité à l'époque, l'opération était indispensable, « car les machines doivent marcher toujours en tête des convois, en les traînant, et jamais en arrière, en les poussant. Si les machines étaient placées derrière le convoi, le mécanicien ne pourrait apercevoir les obstacles que l'on rencontre quelquefois sur les voies , et s'arrêter à temps pour éviter les chocs. Il arriverait aussi qu'un wagon venant à dérailler, la machine pousserait par-dessus tous les wagons qui le suivent. Le danger serait le même, quoique beaucoup moins grand, si le tender marchait devant la machine au lieu de marcher derrière. Ce n'est donc que rarement, et par exception, que l'on doit marcher avec le tender en avant ». Les dispositifs de retournement utilisés consistaient le plus souvent en plaques tournantes, commodes car occupant moins d'espace que trois voies placées en triangle.
À partir de la fin des années 1850, toutefois, le développement des machines-tender avait permis de s'affranchir de cette contrainte puisqu'elles pouvaient circuler indifféremment dans les deux sens. Ce type d'engin, en usage notamment sur la ligne de Vincennes, avait l'avantage de limiter les manœuvres, mais présentait un inconvénient en cas de marche cabine en avant. En effet, le mécanicien, chargé à la fois d'observer la voie et de manœuvrer ses instruments de conduite, ne pouvait le faire en même temps et devait alternativement leur faire face ou leur tourner le dos. Ces continuels changements d'orientation généraient plus de fatigue et étaient susceptibles de nuire à sa vigilance. Puisque l'accident avait eu lieu alors que la machine circulait dans ce sens, des témoins affirmant avoir vu son mécanicien dos tourné à la voie avant le choc, beaucoup estimèrent que cette position de conduite peu sûre pouvait y avoir contribué et déplorèrent l'absence dans la quasi-totalité des gares de la ligne de plaques tournantes permettant aux locomotives regagnant la Bastille de repartir cheminée en avant.
Afin de désamorcer cette critique, la Compagnie de l'Est adressa aux journaux un communiqué indiquant: « Au sujet de la marche des machines cheminée en arrière, les machines qui desservent la ligne de Vincennes sont des locomotives-tender spécialement construites pour les lignes de banlieue et pour marcher à volonté dans un sens ou dans l'autre sans être tournées. Sur de semblables lignes, en effet, il faut que les trains puissent se former suivant les besoins dans une gare quelconque avec le minimum de manœuvres et de stationnement. C'est ainsi qu'on procède depuis longtemps sur la ligne de Vincennes avec l'autorisation de l'administration supérieure.
Lorsque la machine marche, cheminée en arrière, le mécanicien et le chauffeur peuvent surveiller la voie devant eux sans aucun obstacle, tout en restant entièrement à portée des organes de commande de la machine ». L'instruction judiciaire valida implicitement cette explication en ne retenant aucune charge à raison de ce mode de conduite, jugé suffisamment sûr dans un rapport de l'ingénieur du contrôle de l'État, et peu après le ministre renonça définitivement à enjoindre à la compagnie de l'Est d'établir des plaques tournantes.

#### Le non-respect de la signalisation
Sur la ligne de Vincennes, un train à l'arrêt dans une gare bénéficiait en principe d'un double dispositif de protection. D'une part le block-system, qui devait interdire l'entrée d'un autre train dans le canton qu'il occupait tant qu'il n'en était pas sorti, d'autre part la signalisation de la gare elle-même, qui permettait d'en empêcher l'accès par présentation d'un disque rouge
À la gare de Vincennes, point de départ du 116D, étaient implantés successivement en direction de Paris l'électro-sémaphore du block-system, et, quelques mètres plus loin, à l'extrémité du quai, le disque commandant l'entrée à Saint-Mandé, placé là compte tenu de la faible distance entre les deux stations (environ huit cents mètres).
- Le sémaphore électromécanique du block-system était du type à aile, donnant voie libre lorsque celle-ci était effacée, et voie fermée lorsqu'elle était placée à l'horizontale. À Vincennes, il était indiscutablement en position fermée, indiquant ainsi que le train précédent n'avait pas quitté le canton qu'il protégeait. Toutefois, sa situation au milieu du quai le plaçait derrière la locomotive du 116D et hors de la vue de son mécanicien, qui devait donc s'en rapporter aux indications fournies par le chef de gare. Or, celui-ci se borna à lui donner l'ordre de départ. La réglementation établie par la compagnie présentait en effet une grande souplesse, puisqu'elle autorisait expressément à laisser pénétrer un train dans un canton encore occupé lorsque cinq minutes, voire deux, s'étaient écoulées depuis le passage du précédent[38]. Cette possibilité de dérogation, au demeurant commune aux règlements de toutes les compagnies, faisait du block-system un dispositif de sécurité dit « permissif », qu'en 1882 le ministre des transports de l'époque avait demandé d'abandonner puisque « ce procédé est défectueux et peut entraîner des accidents» [39]. Interpellant après la collision de Saint-Mandé le ministre des transports sur la persistance de cette pratique, le député André Castelin la condamnait lui aussi et se prononçait pour un block-system « absolu » dans lequel les cantons seraient inaccessibles tant qu'ils demeurent occupés[40]. À l'inverse, le ministre, estimant que ce système rigide « paraît excessif et même impraticable aux hommes qui ont l'expérience de l'exploitation des chemins de fer », défendait la souplesse du block « permissif »[41], en considérant que l'accident résultait seulement des manquements aux règles encadrant son fonctionnement. En effet, le texte autorisant le franchissement d'un sémaphore fermé imposait le respect de procédures destinées à assurer la sécurité de la circulation dans le canton occupé en indiquant expressément au mécanicien qu'il devait observer une marche prudente et rester maître de sa vitesse. Le sous-chef de gare de Vincennes, débordé par le surcroît de trafic, avait bien donné le signal du départ au 116D, mais reconnaissait avoir omis d'accomplir cette formalité pourtant essentielle[42] puisqu'elle aurait pu appeler l'équipe de conduite à une vigilance accrue.

- Si le mécanicien du 116D pouvait ne pas avoir eu connaissance des indications du block-system, il ne pouvait ignorer celles données par le disque d'entrée à Saint-Mandé, puisqu'il l'avait franchi lors de son départ. C'est sur la position de ce signal que porta l'essentiel du débat. En effet, le mécanicien Caron et son chauffeur soutenaient qu'il était ouvert, c'est pourquoi ils avaient lancé leur train à sa vitesse normale. Au contraire, le personnel de la gare de Saint-Mandé assurait qu'il avait placé les leviers en position fermée, assertion confirmée par les agents de la gare de Vincennes, qui avaient le signal sous les yeux. À l'appui de ses dires, l'équipe de conduite invoquait deux témoignages. D'une part celui d'un voyageur du train tamponneur, qui se disait sûr d'avoir remarqué au départ de Vincennes un feu blanc indicateur de voie libre. D'autre part celui d'un autre voyageur indiquant avoir vu peu de temps auparavant sur le quai de Saint-Mandé des individus extérieurs au chemin de fer manipuler par jeu les câbles de la signalisation. Ce dernier témoignage fut toutefois rapidement écarté comme fantaisiste, et après vérification expérimentale sur place, le premier s'avéra assez incertain[43], si bien que lors du procès le juge, par une argumentation circonstanciée, le déclara non pertinent.

#### Le freinage défectueux
Lors de l'instruction, le mécanicien Caron déclara que c'est au sortir d'une courbe accentuée, alors qu'il roulait à 35–40 km/h, qu'il découvrit, à 150 mètres environ
, les trois feux rouges du fourgon de queue du train précédent, et qu'ayant immédiatement déclenché le frein à air, il avait, après avoir constaté qu'il ne fonctionnait pas, renversé la vapeur, et fait serrer le frein à main par son chauffeur, mais sans pouvoir s'arrêter sur cette distance.
Après vérification, il apparut qu'un défaut sur la conduite d'air entre le quatrième et le cinquième wagon limitait les effets du freinage aux quatre premières voitures. Un certain flou subsiste sur la nature de l'anomalie, certaines explications faisant état de la fermeture d'un robinet, d'autres de la coupure d'un tuyau de caoutchouc. L'incertitude demeure aussi quant à son origine et au moment où elle avait eu lieu. En effet, selon une première hypothèse, c'est un voyageur qui par malveillance ou inadvertance aurait causé l'avarie lors de l'embarquement à Vincennes, alors que selon certains témoins c'est le mécanicien qui, afin de se créer une excuse, l'aurait provoquée lui-même après coup dans la confusion suivant l'accident.
Dans le doute, les enquêteurs effectuèrent diverses expériences à l'aide d'un convoi de composition exactement identique à celle du train tamponneur, dans les conditions de visibilité analogues à celles du jour de l'accident. Reconstituant toutes les hypothèses de freinage envisageables, ils aboutirent à la conclusion que même avec seulement quatre voitures freinées, le mécanicien, s'il avait été normalement vigilant, aurait eu largement le temps d'arrêter son train avant la collision. Ces expériences furent relatées et expliquées en détail peu de temps après dans un article de la revue Le Génie civil.

### Les condamnations
La Compagnie de l'Est avait négocié un certain nombre d'indemnisations amiables , mais restaient à juger une quarantaine d'actions, qui furent soumises soit au juge civil, soit au tribunal de commerce, soit au juge pénal pour les victimes s'étant portées partie civile
Après ordonnance du juge d'instruction renvoyant le sous-chef de gare de Vincennes Deguerrois et le mécanicien Caron devant le tribunal correctionnel de Paris et sur réquisitoire introductif d'instance du substitut du procureur de la République , le procès des deux inculpés s'ouvrit le 21 septembre 1891.
La presse, et notamment Le Rappel, rendit abondamment compte des audiences , qui s'avérèrent surtout accablantes pour le mécanicien Caron
Le tribunal rendit son jugement le 26 septembre. Le mécanicien Caron était condamné à deux ans de prison et cinq cents francs d'amende ; le sous-chef de gare Deguerrois, à qui furent reconnues des circonstances atténuantes, à  quatre mois de prison et trois cents francs d'amende. Le texte du jugement fut notamment reproduit dans le journal La Justice du 26 septembre 1891, et le détail des provisions sur indemnisation versées à dix-neuf parties civiles dans Le Rappel du 27 septembre 1891.
Seul le mécanicien Caron fit appel du jugement, et sa condamnation fut confirmée le 30 octobre 1891 par la Cour d'appel de Paris. En juin 1892, alors qu'il avait effectué la moitié de sa peine, ses collègues lancèrent une campagne de pétitions au président de la République afin d'obtenir sa grâce à l'occasion du 14 juillet. Cette action fut relayée par l'Union syndicale des ouvriers et employés des chemins de fer, qui adressa à Jules Viette, ministre des travaux publics, une demande officielle de saisie du garde des sceaux à cet effet. Finalement, c'est à l'occasion de la fête nationale exceptionnelle du 22 septembre 1892 célébrant le centenaire de la proclamation de la République qu'Auguste Caron bénéficia par décret d'une remise de peine.